# تشارلز جيمس فيليبس
تشارلز جيمس فيليبس (بالإنجليزية: Charles James Phillips) هو هاوي جمع طوابع أمريكي، ولد في 15 مايو 1863 في لندن في المملكة المتحدة، وتوفي في 2 يونيو 1940 في نيويورك في الولايات المتحدة.
في عام 1890، اشترى فيليبس مجموعة ستانلي غيبونز وشركاه مقابل 25,000 جنيه إسترليني. وكانت الشركة قد عُرضت لأول مرة على ثيودور أوغست بوهل مقابل 20,000 جنيه إسترليني. كتب فيليبس العديد من المقالات في مجال الطوابع، بما في ذلك تلك التي نُشرت في مجلة غيبونز الشهرية ومجلة هواة الطوابع ومجلة الطوابع الإعلانية وسجل المزادات، ومجلة غيبونز للطوابع الأسبوعية حيث كتب مقالات عن مجموعات مختلفة ساعد في تكوينها أو بيعها. وفي نهاية المطاف، وبعد العديد من التغييرات، أصبحت مجلة غيبونز الداخلية هي المجلة الشهرية للطوابع.
وفي عام 1922 باع فيليبس شركة ستانلي غيبونز وهاجر إلى الولايات المتحدة الأمريكية، وأسس مقره الرئيسي في مدينة نيويورك. وهناك واصل ممارسته لبيع الطوابع لمساعدة هواة جمع الطوابع على بناء مجموعاتهم الفريدة. وخلال فترة الكساد الكبير في عام 1933، ساعد فيليبس في ترتيب بيع مجموعة آرثر هيند من الطوابع النادرة والكلاسيكية للولايات المتحدة الأمريكية والولايات الكونفدرالية الأمريكية وعلى الرغم من مخاوف المراقبين من أن البيع سيئاً، إلا أن بيع المجموعة حقق بالفعل نتائج أكبر بكثير من التوقعات.
كتب فيليبس العديد من المقالات عن جمع الطوابع، خاصةً في مجلة الطوابع ومجلة كلاسيكيات الطوابع، التي كانت مجلته الخاصة. وتناولت العديد من هذه المقالات أعضاء مشهورين من مجتمع هواة جمع الطوابع وهي ذات طبيعة تاريخية. كتب فيليبس أيضاً ونشر عدداً من الكتب عن الطوابع، بما في ذلك: مجموعة دوفين من الطوابع البريدية القديمة النادرة: وصف موجز لبعض نوادر هذه المجموعة الشهيرة، الذي نُشر عام 1922، والدنمارك 1851-1899: فهرس تفصيلي وصفي وسعري للإصدارات المبكرة، بالإضافة إلى قوائم وأسعار الإلغاءات العددية، نُشر عام 1925. كما كتب أيضاً في عام 1936 كتاباً لهواة جمع الطوابع العادية بعنوان جمع الطوابع: ملك الهوايات وهواية الملوك، وهو الكتاب الذي ربما يتذكره الجميع على الأرجح.

## التكريم
كان فيليبس أحد الموقعين الأوائل على قائمة هواة جمع الطوابع المميزين في عام 1921. وفي مدينة نيويورك، مُنح جائزة الاستحقاق من نادي هواة جمع الطوابع في نيويورك في عام 1939 تقديراً لمسيرته المهنية في خدمة هواة جمع الطوابع.
وفي عام 1941، أُدرج اسمه في القائمة الأولية لقاعة مشاهير الجمعية الأمريكية لهواة جمع الطوابع.